# 배틀그라운드 (영화)
《배틀그라운드》(Battleground)는 미국에서 제작된 윌리엄 A. 웰먼 감독의 1949년 액션, 전쟁, 드라마 영화이다. 밴 존슨 등이 주연으로 출연하였고 도어 쉐어리 등이 제작에 참여하였다.

## 출연

### 주연
- 밴 존슨
- 존 호디악
- 리카르도 몬탈반

### 조연
- 조지 머피
- 마샬 톰슨
- 제롬 코트랜드
- 돈 테일러

## 기타
- 협력프로듀서: 로버트 피로쉬
- 미술: 세드릭 기븐스
- 미술: 한스 피터스